# Kenyatta Walker
Idrees Kenyatta Walker (Meridian, 1º febbraio 1979) è un ex giocatore di football americano statunitense che ha militato nel ruolo di offensive tackle nella National Football League (NFL).

## Carriera
Al college Walker giocò a football a Florida, dove venne inserito nel Second-team All-American. Fu scelto come quattordicesimo assoluto nel Draft NFL 2001 dai Tampa Bay Buccaneers. Inizialmente fu selezionato per giocare come tackle sinistro e proteggere il lato debole del quarterback ma dopo la sua stagione da rookie fu spostato sul lato destro, dove trovò il successo, andando a vincere il Super Bowl XXXVII contro gli Oakland Raiders. Dopo sei stagioni ed essere partito come titolare il 73 gare su 75, i Buccaneers svincolarono Walker il 1º marzo 2007.
Il 13 agosto 2007 Walker firmò con i Carolina Panthers come free agent. Fu svincolato il 1º settembre prima dell'inizio della stagione regolare. L'8 settembre 2008 firmò con i Toronto Argonauts della Canadian Football League ma non vi scese mai in campo in gare ufficiali.

## Palmarès

### Franchigia
- Super Bowl : 1

Tampa Bay Buccaneers: XXXVII
- National Football Conference Championship: 1

Tampa Bay Buccaneers: 2002

### Individuale
- PFWA All-Rookie Team - 2001